# Frank Wills (Wachmann)
Frank Wills (* 4. Februar 1948 in Savannah, Georgia; † 27. September 2000 in Augusta, Georgia) war ein amerikanischer Wachmann, der vor allem durch seine Mitwirkung bei der Vereitelung des Einbruchs in das Democratic National Committee im Watergate-Komplex in Washington, D.C. am 17. Juni 1972 bekannt wurde. Der damals 24-jährige Wills rief die Polizei, nachdem er entdeckt hatte, dass die Türschlösser des Komplexes manipuliert worden waren. Fünf Männer wurden im Hauptquartier der Demokraten bei dem Versuch, dort illegale Abhöreinrichtungen zu installieren, verhaftet. Die Verhaftungen lösten den Watergate-Skandal und schließlich den Rücktritt von Präsident Richard Nixon im Jahr 1974 aus.
Obwohl er als Held gefeiert wurde, erhielt Wills weder eine große finanzielle Belohnung noch eine Beförderung und hatte später Schwierigkeiten, Arbeit zu finden. Er trat in den Medien auf und spielte sich selbst in dem Film All the President's Men aus dem Jahr 1976, verbrachte aber den größten Teil seines Lebens als Arbeitsloser und in Armut.

## Frühes Leben

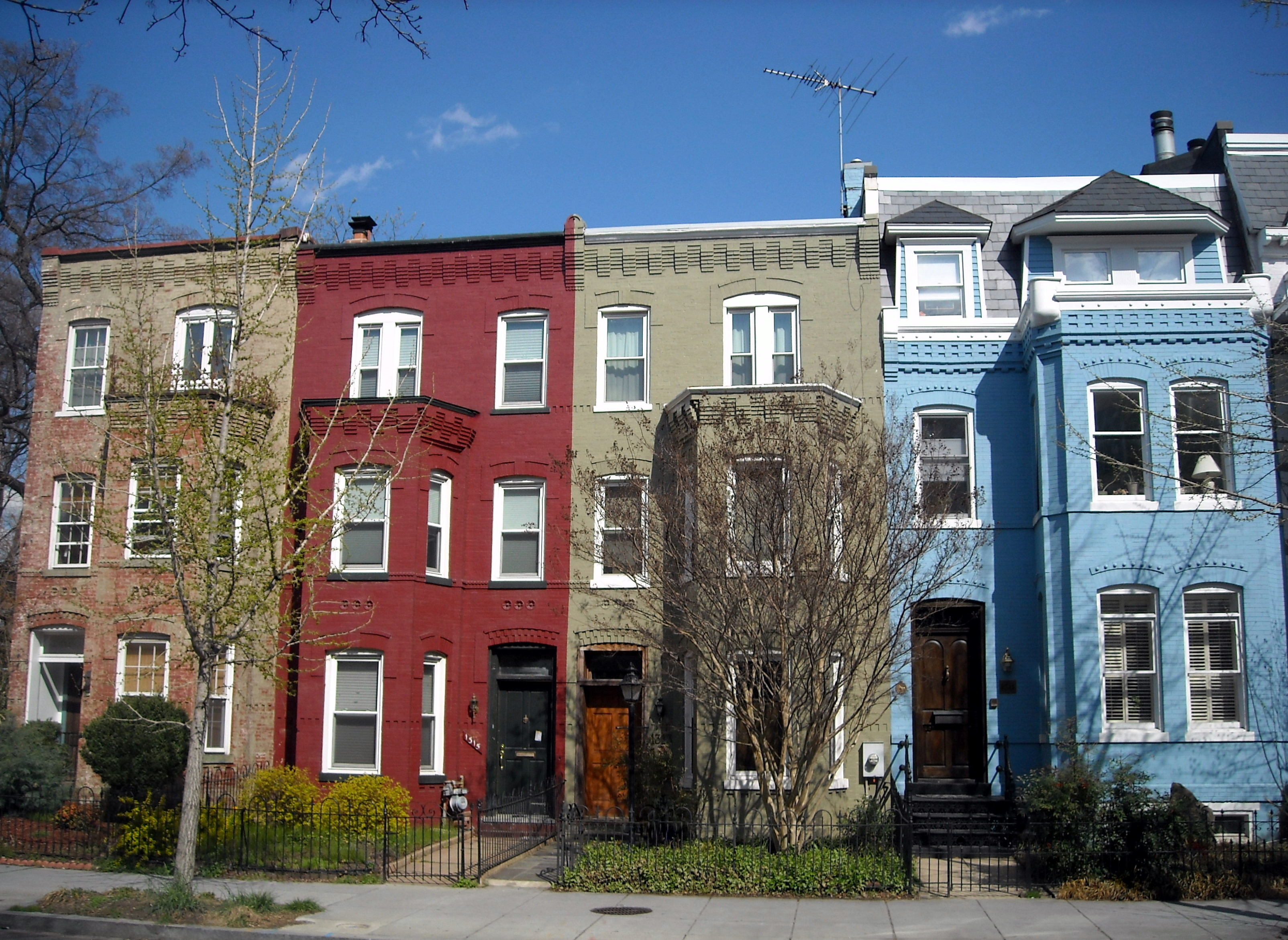
Ehemaliges Wohnhaus (Rotes Gebäude) von Frank Wills, in der Dupont Circle Neighborhood, Washington, D.C.

Wills’ Eltern trennten sich, als er noch ein Kind war. Die Erziehung fand hauptsächlich durch seine Mutter Margie statt.
Nachdem er die High School in der 11. Klasse abgebrochen hatte, lernte Wills in Battle Creek, Michigan, den Beruf des Schwermaschinenbauers und erwarb seinen Abschluss im Rahmen des Job Corps-Programms. Er fand einen Job als Fließbandarbeiter bei Ford in Detroit, Michigan. Später gab er seine Tätigkeit bei Ford aufgrund gesundheitlicher Probleme – er bekam Asthma – auf. Wills zog nach Washington, D.C., und arbeitete in verschiedenen Hotels, bevor er einen Job als Wachmann im Watergate-Hotel annahm.

## Entdeckung des Einbruchs
Im Juni 1972 arbeitete Wills als Wachmann im Watergate-Bürogebäude am Ufer des Potomac River, dem Sitz des Democratic National Committee (DNC). In den Jahren 1971 und 1972 hatte es bislang nur einen einzigen Einbruchsversuch gegeben. Es galt als dermaßen sicher, dass die Wachleute im Gebäude nur eine Dose Pfefferspray mit sich führten.

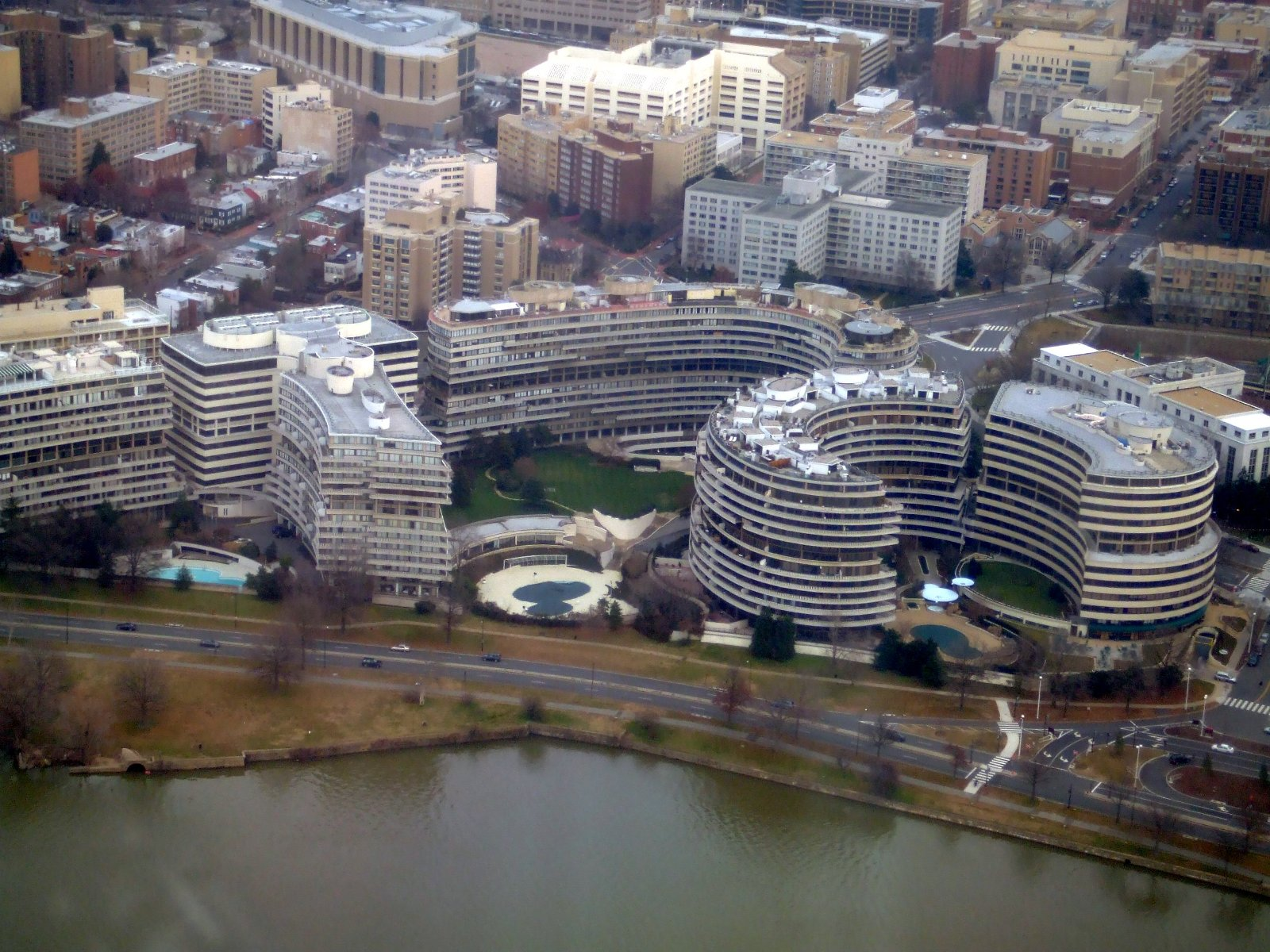
Der Watergate-Komplex, 2006

In den frühen Morgenstunden des 17. Juni bemerkte Wills bei seinem ersten Rundgang ein Stück Klebeband an einem der Türschlösser. Es war derart über dem Riegel angebracht, dass das Wieder-Einrasten der Tür verhindert wurde. Wills entfernte das Klebeband und setzte seinen Rundgang fort. Dreißig Minuten später kam er erneut bei der Tür an und bemerkte, dass an derselben Tür weiteres Klebeband angebracht worden war. Wills eilte umgehend zum in der Lobby befindlichen Telefon und meldete die Beobachtung bei der Polizeiwache des zweiten Bezirks. Die alarmierten Polizisten schalteten sofort nach ihrem Eintreffen die Aufzüge ab, verriegelten die Türen und durchsuchten die Büros nacheinander in der Begleitung Wills. Es wurden fünf männliche Personen aufgegriffen. Wills erinnerte sich 1997: „Als wir das Licht anmachten, kam erst eine Person, dann zwei Personen, dann drei Personen heraus, und so weiter.“ Details, die während ihrer Verhöre und Prozesse ans Licht kamen, lösten den Watergate-Skandal aus. Die fünf verhafteten Männer waren Bernard L. Barker, Virgilio R. González, Eugenio Martínez, James W. McCord, Jr. und Frank Sturgis.

## Nachwirkungen
Einem Bericht zufolge erhielt er nach dem Watergate-Einbruch eine Gehaltserhöhung von 2,50 USD bei einem Wochenlohn von 80 USD. Weiter ist belegt, dass er eine Beförderung für die Entdeckung des Einbruchs angestrebt, aber nicht erhalten hat.
Nach Angaben der New York Times kündigte Wills seinen Job, weil er keine Gehaltserhöhung erhalten hatte. In der Folgezeit hatte er Schwierigkeiten, seinen Arbeitsplatz zu behalten, da er aufgrund von Medienauftritten und Auftritten nicht mehr arbeiten konnte und meist nur noch für einen Mindestlohn tätig war.
Wills spielte sich selbst in dem Film All the President's Men von 1976. Das Buch und der Film basierten auf dem Buch von Bob Woodward und Carl Bernstein aus dem Jahr 1974, in dem sie über ihre Ermittlungen im Watergate-Skandal berichteten. Wills trat auch kurz in einer Talkshow auf.
Wills’ Eintrag in das Meldebuch am 17. Juni 1972 um 1:47 Uhr nachts ist im National Archive erhalten.

## Späteres Leben und Armut
Die nächsten 20 Jahren waren von Wills’ Ringen um Sesshaftigkeit und Stabilität geprägt, jedoch war er immer wieder von Arbeitslosigkeit betroffen. Er pendelte zwischen Washington und anderen Städten des Südens hin und her und verbrachte einige Zeit auf den Bahamas. In einem Interview sagte er, dass die Howard University befürchtete, ihre Bundesmittel zu verlieren, wenn sie ihn einstellte. Die Georgetown University beschäftigte ihn für kurze Zeit als Wachtmann. Eine weitere kurze und rasch gescheiterte Episode seiner Berufstätigkeit war die eines Mitarbeiters für Öffentlichkeitsarbeit im Bereich Gesunde Ernährung für den Komiker Dick Gregory.
Mitte der 1970er Jahre ließ sich Wills schließlich in North Augusta, South Carolina, nieder, um seine Mutter zu pflegen, die einen Schlaganfall erlitten hatte. Zusammen lebten sie von ihrer Sozialrente in Höhe von 450 Dollar. 1979 wurde Wills wegen Ladendiebstahls zu einer Geldstrafe von 20 Dollar verurteilt. Vier Jahre später wurde er des Diebstahls von Turnschuhen in einem Geschäft in Augusta, Georgia, überführt und zu einem Jahr Gefängnis verurteilt. Als seine Mutter 1993 starb, war Wills derart mittellos, dass er ihren Leichnam für die medizinische Forschung spenden musste, um das Geld für die Beerdigung aufzubringen.
Erst zum 20. Jahrestag des Watergate-Einbruchs 1992 erhielt Wills wieder öffentliche Aufmerksamkeit. Als ihn Reporter fragten, ob er bei gleicher Gelegenheit erneut so handeln würde, antwortete Wills verärgert: „Ebenso könnten Sie mich fragen, ob ich lieber weiß als schwarz wäre. Es war einfach ein Teil des Schicksals.“ Im selben Jahr sagte Wills einem Reporter des Boston Globe: „Ich habe mein Leben aufs Spiel gesetzt. Ich habe mein Leben riskiert.... Wenn ich nicht gewesen wäre, hätten Woodward und Bernstein nichts über Watergate erfahren. Es ging nicht darum, irgendwo unter einer Couch einen Dollar zu finden.“ Wills wurde mit den Worten zitiert: „Alle sagen mir, ich sei eine Art Held, aber ich habe keine handfesten Beweise. Ich habe getan, wofür ich eingestellt wurde, aber ich habe immer noch das Gefühl, dass viele Leute mir keine Anerkennung geben wollen, d. h. eine Chance, in meinem Job aufzusteigen.“
In den folgenden Jahren beschäftigte sich Wills mit Gartenarbeit, häufigen Besuchen der örtlichen Bibliothek und lebte allein und unauffällig mit seinen Katzen. Frank Wills starb im Krankenhaus des Medical College of Georgia in Augusta, Georgia, im Alter von 52 Jahren an einem Gehirntumor.

## Anerkennung
Frank Wills wurde von der Bürgerrechtsorganisation National Association for the Advancement of Colored People (NAACP) geehrt. Die Bürgerrechtsorganisation ehrte ihn mit dem Geschenk eines Klein-Lastwagens. Der Musiker Harry Nilsson widmete Wills sein 1973 erschienenes Album A Little Touch of Schmilsson in the Night für seine Rolle beim Sturz von Nixon.
Das Demokratische Nationalkomitee verlieh Wills eine Auszeichnung, und der Vorsitzende sagte, er habe „eine einzigartige Rolle in der Geschichte der Nation gespielt“. Laut Wills’ Nachruf in der New York Times entstand die „eloquenteste Beschreibung seiner Rolle“ in der amerikanischen Geschichte am 29. Juli 1974, als der demokratische Abgeordnete James Mann (South Carolina) im Justizausschuss des Repräsentantenhauses für ein Amtsenthebungsverfahren gegen Nixon stimmte und sagte: „Wenn es keine Verantwortlichkeit gibt, kann jeder weitere Präsident tun und lassen, was er will. Aber beim nächsten Mal wird es vielleicht keinen nächtlichen Wachmann geben.“

## In der Populärkultur
Wills spielte sich selbst in der Eröffnungsszene des Films All the President's Men (1976), als der Einbruch durch ihn entdeckt wird.
Eine alternative Version der Ereignisse wird in dem Film Forrest Gump (1994) gezeigt, in dem Wills telefonisch durch den Hotelgast Forrest Gump auf den Einbruch aufmerksam gemacht wird, weil er sich durch die Taschenlampen der Einbrecher gestört fühlt.
Die Entdeckung der mit Klebeband befestigten Türschlösser ist die Schlussszene des Films The Post (2017).
2022 wurde Frank Wills von Patrick Walker in der Polit-Thriller-Fernsehserie Gaslit gespielt. In einer Folge wird gezeigt, wie Wills seine Runden im Hotel dreht und feststellt, dass die Tür zweimal mit Klebeband geöffnet wurde.
2023 wurde Wills von Eddie K. Robinson Jr. in der dritten Episode der HBO-Miniserie White House Plumbers dargestellt.